# Arrigo Miglio
Arrigo Miglio, né le 18 juillet 1942 à San Giorgio Canavese, en Sardaigne, est un évêque catholique depuis 1992, puis un archevêque à partir de 2012. En 2022, il est créé cardinal.

## Biographie

### Formation
Après ses études au séminaire d'Ivrée et l'année préparatoire au séminaire de Turin, il fréquente l'université pontificale grégorienne et l'institut biblique pontifical de Rome, où il obtient des licences en théologie et en écriture sacrée.
Le 23 septembre 1967, il est ordonné prêtre par Luigi Bettazzi.
Après son ordination, il est vicaire, puis curé, à Ivrée, où il est également directeur de la maison d'hospitalité. En 1980, il est nommé vicaire épiscopal pour la pastorale puis, l’année suivante, vicaire général du diocèse d'Ivrée. Parallèlement, il enseigne l'écriture sacrée à la faculté de théologie de l'Italie du Nord.
En 1990, il est nommé assistant ecclésiastique général de l'association italienne des guides et scouts catholiques ; il conserve ce poste jusqu'en 1997.

### Evêque
Le 25 mars 1992, le pape Jean-Paul II le nomme évêque d’Iglesias. Le 25 avril suivant, il reçoit l'ordination épiscopale, dans la cathédrale d'Ivrée, des mains de l'évêque Luigi Bettazzi. Le 14 juin, il prend possession du diocèse. Le 20 février 1999, le même pape le nomme évêque d’Ivrée. Le 25 avril suivant, il prend possession du diocèse.
Il est élu secrétaire de la conférence épiscopale piémontaise et président du comité scientifique et organisateur des semaines sociales des catholiques italiens et membre de la Commission épiscopale de la CEI pour les problèmes sociaux et le travail, la justice et la paix.

### Archevêque et cardinal
Le 25 février 2012, le pape Benoît XVI le nomme archevêque de Cagliari. Le 29 juin suivant, il reçoit le pallium des mains du pape dans la basilique Saint-Pierre au Vatican ; le 3 septembre, il est élu président de la conférence épiscopale sarde.
Le 18 juillet 2017, à l'âge de 75 ans, il démissionne, ayant atteint la limite d'âge. Mais en septembre, pape François le confirme pour encore deux ans à la tête de l’archidiocèse. Il y reste jusqu’au 16 novembre 2019. Le 29 mai 2022, le pape François annonce sa création comme cardinal. Au consistoire du 27 août suivant, il le crée avec le titre de cardinal-prêtre de Saint-Clément. Mais ayant déjà quatre-vingts ans au moment de sa création, il n’a pas le droit de participer au conclave devant désigner le successeur du pape François, conformément à l'article II § 1-2 du motu proprio Ingravescentem aetatem, publié par le pape Paul VI le 21 novembre 1970.
Le 6 octobre 2022, il est nommé administrateur apostolique du diocèse d'Iglesias, son évêque ayant démissionné pour raison d'âge. Il quitte cette fonction le 16 février 2025, jour de l'installation de Mario Farci (it), nouvel évêque du diocèse.

## Source
- (it) Cet article est partiellement ou en totalité issu de l’article de Wikipédia en italien intitulé « Arrigo Miglio » (voir la liste des auteurs).